# (100841) 1998 HU19
(100841) 1998 HU19 es un asteroide perteneciente al cinturón de asteroides, región del sistema solar que se encuentra entre las órbitas de Marte y Júpiter, más concretamente a la familia de Focea, descubierto el 18 de abril de 1998 por el equipo del Lincoln Near-Earth Asteroid Research desde el Laboratorio Lincoln, Socorro, Nuevo México, Estados Unidos.

## Designación y nombre
Designado provisionalmente como 1998 HU19. 

## Características orbitales
1998 HU19 está situado a una distancia media del Sol de 2,293 ua, pudiendo alejarse hasta 2,597 ua y acercarse hasta 1,989 ua. Su excentricidad es 0,132 y la inclinación orbital 23,61 grados. Emplea 1268,85 días en completar una órbita alrededor del Sol.

## Características físicas
La magnitud absoluta de 1998 HU19 es 15,4. Tiene 4,684 km de diámetro y su albedo se estima en 0,058. 